# 618 (szám)
A 618 (római számmal: DCXVIII) egy természetes szám, szfenikus szám, a 2, a 3 és a 103 szorzata.

## A szám a matematikában
A tízes számrendszerbeli 618-as a kettes számrendszerben 1001101010, a nyolcas számrendszerben 1152, a tizenhatos számrendszerben 26A alakban írható fel.
A 618 páros szám, összetett szám, azon belül szfenikus szám, kanonikus alakban a 21 · 31 · 1031 szorzattal, normálalakban a 6,18 · 102 szorzattal írható fel. Nyolc osztója van a természetes számok halmazán, ezek növekvő sorrendben: 1, 2, 3, 6, 103, 206, 309 és 618.
A 618 négyzete 381 924, köbe 236 029 032, négyzetgyöke 24,85961, köbgyöke 8,51784, reciproka 0,0016181. A 618 egység sugarú kör kerülete 3883,00852 egység, területe 1 199 849,633 területegység; a 618 egység sugarú gömb térfogata 988 676 097,3 térfogategység.